# Ołeksandr Czorniawski
Ołeksandr Anatolijowycz Czorniawski (ukr. Олександр Анатолійович Чорнявський, ros. Александр Анатольевич Чернявский, ur. 10 marca 1972) – ukraiński piłkarz występujący na pozycji obrońcy lub defensywnego pomocnika.

## Kariera klubowa
Ołeksandr Czorniawski zaczynał karierę w klubie Kristałł Cherson z którym grał w III lidze Związku Radzieckiego. Od sezonu 1992/1993 występował w ukraińskim Melioratorze Kachowka. Na początku 1995 roku Czorniawski podpisał kontrakt z występującym w Wyższej Lidze Metałurhiem Zaporoże, gdzie spędził dwa sezony rozgrywając 33 spotkania i zdobywając jednego gola.
W 1996 roku Ołeksandr Czorniawski przez krótki czas był w składzie Nieftiechimika Niżniekamsk, po czym został graczem Zagłębia Lubin prowadzonego wówczas przez Mirosława Dragana. W I lidze zadebiutował on 15. września w wygranym 3:2 spotkaniu przeciwko GKS Bełchatów. Ogółem wystąpił w barwach Zagłębia w 4 ligowych meczach i w 2 spotkaniach w ramach Pucharu Polski.
Następnie Czorniawski powrócił do Metałurha Zaporoże, gdzie przez trzy lata rozegrał 63 mecze i przeniósł się do FK Homel, dla którego rozegrał 8 spotkań w Wyszejszajej Lidze.
Od 2001 roku Ołeksandr Czorniawski kontynuował karierę w ukraińskich klubach grających w niższych kategoriach rozgrywkowych. Grę w piłkę nożną zakończył on w sezonie 2007/2008 jako gracz amatorskiego Myru Hornostajiwka.
Mecze w najwyższych kategoriach rozgrywkowych
| Klub              | Kraj     | Rozgrywki        | Okres gry            | Mecze | Gole |
| ----------------- | -------- | ---------------- | -------------------- | ----- | ---- |
| Metałurh Zaporoże | Ukraina  | Wyższa liha      | 1995-1996, 1997-2000 | 96    | 3    |
| Zagłębie Lubin    | Polska   | I liga           | 1996                 | 4     | 0    |
| FK Homel          | Białoruś | Wyszejszaja liha | 2000-2001            | 8     | 0    |